# 迷子のドルフィン
『迷子のドルフィン』（まいごのドルフィン）は、有沢遼による日本の漫画作品、およびそれを表題作とした漫画短編集。

## 概要
『なかよし』（講談社）において、1996年4月号増刊『なかぞう』春休み号に掲載された。

## 書誌情報
有沢遼 『迷子のドルフィン』 講談社〈講談社コミックスなかよし〉、全1巻
- 1巻、1996年8月6日発行、ISBN 4-06-178839-6
  - 表題作のほか、「八月のハーモニー」「ホンキで恋愛」「きみへのシュプール」の読み切り3作品が同時収録されている。